# Стародавні одиниці вимірювання

## Античність

### Міри довжини
| Назва-переклад          | Стародавня Греція Стародавній Рим | Лінійне значення в системі SI (часто приблизне)                                     | Інші варіанти лінійних значень     |
| ----------------------- | --- | ----------------------------------------------------------------------------------- | ---------------------------------- |
| «палець»                | - дактиль (дав.-гр. δάκτυλος) - дигіт (лат. digitus) | - 1,85 см - 1,85 см                                                                 | - бл. 1 дюйма - 1,997 см           |
| «1/12 цілого»:стор.1132 | - унція (лат. uncia) | - 2,46 см = 4/3 дигіта = 1/12 римського фута                                        | - бл. 1 дюйма                      |
| «долоня»                | - палайста (дав.-гр. παλαιστή) - пальм (лат. palmus) 1. пальм великий (лат. palmus major)                                                                | - бл. 7 см - 7,39 см 1. 22,18 см = 3 пальма                                         |                                    |
| «ступня»                | - пус (дав.-гр. πούς) - пес (лат. pes) 1. пес монеталіс (лат. pes monetalis) 2. пес натураліс (лат. pes naturalis) 3. пес друзіанус (лат. pes drusianus) | - 29,62 см - пес = 1 римський фут = 12 унцій 1. 29,62 см 2. 25,00 см 3. 33,27 см    | - 30,80 см 1. 29,57 см; 29,6352 см |
| «лікоть»                | - пехій (дав.-гр. πῆχυς) 1. пігон (дав.-гр. πῠγών) 2. самоський лікоть - кубіт (лат. cubitus)                                                            | - 46,3 см 1. 38,53 см = 20 дактилів 2. 51,80 см = 28 дактилів - 44,4 см = 6 пальмів | - 31,95 см                         |
|                         | - градус (лат. gradus) | - 0,74 м = 10 пальмів                                                               |                                    |
| «подвійний крок»        | - … (дав.-гр. βῆμα διπλόη) - пас (лат. passus) | - 1,48 м - 1,48 м = 5 пес (римських футів)                                          |                                    |
|                         | - оргія (дав.-гр. ὀργυιά) | - 1,79 м                                                                            | - 1,776 м; 1,851 м; 2,34 м         |
|                         | - пертіка (лат. pertica) | - 2,963 м = 10 пес (римських футів)                                                 |                                    |
|                         | - плефр (дав.-гр. πλέθρον, πλέθρων) - верс (лат. versus)                                                                                                 | - 29,6 м                                                                            | - ок 31 м                          |
|                         | - акт (лат. actus) | - 35,5 м = 24 шага                                                                  | - 38,3 м                           |
|                         | - … (дав.-гр. στάδιον) 1. аттичний 2. олімпійський 3. елліністичний - стадій (лат. stadium)                                                              | - 178,6 м 1. 177,6 м 2. 192,27 м 3. 185 м - 185 м                                   |                                    |
| «день шляху»            | - ітер педестр (лат. iter pedestre) | - 28 725 м                                                                          |                                    |
|                         | - мілле пасс (лат. mille passus) | - 1480 м                                                                            |                                    |

### Міри площі
| Греція (Афіни)   | Римська імперія | На чому ґрунтувалась міра   | Приблизне значення |
| ---------------- | --------------- | --------------------------- | ------------------ |
|                  | iugerum         | югер                        | 2523,3 м²          |
| дав.-гр. πλεθρον |                 | 10 000 квадратних футів     | 876 м²             |
| arura            |                 | арура (50 квадратних футів) | 43,8 м²            |

### Міри об'єму
- Котила — антична одиниця вимірювання об'єму, рівна 0,275 літра.
- Хенік  — антична одиниця вимірювання місткості, рівна 1,08 л.
- Хус — антична одиниця вимірювання місткості, рівна 3,24 л.
- Метрет  — антична одиниця вимірювання місткості, рівна 38,88 л.
- Арбата  — антична одиниця вимірювання об'єму, рівна 55,08 л.

#### Міри об'єму сипучих тіл
я

| medimnos |        | медімн (четверик) | 52,5 л |
|          | modius | модій (четверик)  | 8,74 л |

#### Міри об'єму рідких тіл
| Греція (Афіни) | Римська імперія | На чому ґрунтувалася міра | Приблизне значення |
| -------------- | --------------- | ------------------------- | ------------------ |
| metretes       |                 | метрет, мірка             | 39,46 л            |
|                | amphora         | амфора (посудина)         | 26,26 л            |
|                | urna            | урна (глечик для води)    | 13,1 л             |
|                | congius         | конгій (глечик)           | 3,28 л             |

#### Міри об'єму рідких і сипучих тіл
| Греція (Афіни) | Римська імперія | На чому ґрунтувалась міра      | Приблизне значення |
| -------------- | --------------- | ------------------------------ | ------------------ |
|                | sextarius       | секстарій — 1/6 конгія         | 0,55 л             |
| kotyle         | hemina          | котила, горщик — 1/2 секстарія | 0,27 л             |
|                | triens          | 1/3 секстарія                  | 0,18 л             |
|                | quartarius      | квартарій — 1/4 секстарія      | 0,14 л             |
|                | sextans         | 1/6 секстарія                  | 0,09 л             |
|                | cyathus         | кіаф, черпак                   | 0,045 л            |

### Міри маси

#### Греція, архаїчний період
| Афіни    | На чому ґрунтувалась міра | Приблизне значення |
| -------- | ------------------------- | ------------------ |
| talanton | талант                    | 36 000 г           |
| mina     | міна                      | 600 г              |
| drachme  | драхма                    | 6 г                |
| obolos   | обол                      | 1 г                |

#### Греція і Рим, класичний період
| Греція (Афіни) | Римська імперія | На чому ґрунтувалась міра        | Приблизне значення |
| -------------- | --------------- | -------------------------------- | ------------------ |
| talanton       | talentum        | талант                           | 26 196 г           |
| mina           | mina            | міна                             | 436,6 г            |
|                | libra           | фунт (лібра)                     | 327,5 г            |
|                | uncia           | унція (1/12 фунта)               | 27,3 г             |
| stater         |                 | статер                           | 8,73 г             |
|                | denarius        | денарій                          | 4,55 г             |
| drachme        |                 | драхма                           | 4,36               |
|                | scripulum       | скрупул                          | 1,14 г             |
| obolos         |                 | обол                             | 0,73               |
|                | as              | ас (1/10 денарія)                | 0,455 г            |
| chalkus        |                 | халк (кусок міді)                | 0,09 г             |
|                | siliqua         | сіліква (зерно ріжкового дерева) | 0,189 г            |
|                | granum          | гран (зернятко)                  | 0,057 г            |

## Стародавній Єгипет

### Міри довжини
- 1 Парасанг рівний 1/9 шема = 6,98 км
- 1 шем = 62,82 км

Єгипетська система (з 5 по 1 вв. до н. е. включно):
- Атур звичайний = 3 милям = 5,235 км.
- Атур царський = 1 1/2 парасангам = 10,47 км.
- Парасанг = 1/9 шема = 6,98 км.
- Шем = 1 1/5 атура звичайного = 62,82 км.
- Миля = 10 стадіям = 1,745 км.
- Стадій = 3 1/3 хета = 174,5 м (використовується також стадій = 209,4 м).
- Хет (сенус) = 25 оргіям = 52,35 м.
- Оргія = 1 1/3 ксилона = 52,35 м.
- Ксилон = 3 ліктям царським = 1,57 м.
- Лікоть царський = 1 1/6 ліктя малого = 1 1/5 пігона = 52,35 см.
- Лікоть малий = 44,83 см.
- Пігон = 1 1/4 зерца = 43,625 см.
- Зерец (фут) = 1 1/3 спітама = 2 дихасам = 34,9 см.
- Спітам = 1 1/2 дихаса = 26,175 см.
- Дихас = 2 шеспам = 17,45 см.
- Шесп = 4 тебам = 8,725 см.
- Теб (палець) = 2,18 см.
- Канна = 5 шагам = 11 2/3 зерецам = 4,07 м.
- Шаг = 2 1/3 зерецам = 81,44 см.

### Міри ваги
- 1 кантар = 139,78 кг
- 1 кіккар = 42,5 кг
- 1 ойпе 8,5 кг = 4 гекатам
- 1 кедет = 1/3 унції = 9,096 г
- 1 літра (давньогрецька) = 219,7 г

## Стародавній Ізраїль

### Міри об'єму
- 1 лог = 1/4 кава = 0,54 л
- 1 бат = 72 лога = 38,9 л
- 1 кав = 4 лога = 1/6 сеа = 2,16 л
- 1 сеа = 6 кав = 12,6 л
- 1 кор = 180 кав = 389 л
- 1 ейфа = 24 883 см³
- 1 омер = 1/10 ейфи

### Міри довжини
- 1 ецба (палець) = 2 см
- 1 тефах (долоня) = 4 ецба = 1/6 ліктя = 8 см
- 1 ама (лікоть) = 6 тефах = 48 см
- 1 зерет = 1/2 ама = 24 см

## Вавилон

### Міри об'єму
- 1 гур = 252,6 л

### Міри площі
- 1 іку = 3528 м²

## Перські

### Міри довжини
- 1 Фарсах рівний 5549 метрам.